# Tau Andromedae
Désignations
Tau Andromedae (τ Andromedae / τ And) est une étoile géante bleue de la constellation boréale d'Andromède. Elle est visible à l'œil nu et sa magnitude apparente est de 4,94.

## Environnement stellaire
D'après les mesures de sa parallaxe annuelle réalisées par le satellite Hipparcos, l'étoile est distante d'environ ∼ 710 a.l. (∼ 218 pc) de la Terre. Sa magnitude est diminuée de 0,24 en raison de l'extinction créée la poussière et le gaz du milieu interstellaire présents sur le trajet de sa lumière. Elle se rapproche du Système solaire à une vitesse radiale héliocentrique de −14 km/s.
Tau Andromedae possède un compagnon stellaire de douzième magnitude recensé dans les catalogues d'étoiles doubles et multiples. En date de 2014, il était localisé à une distance angulaire de 52,9 secondes d'arc et à un angle de position de 330°. Il s'agit d'un compagnon purement optique.

## Propriétés
Tau Andromedae est une étoile géante bleue de type spectral B5 III dont l'âge est estimé à 217 millions d'années. Elle est 851 fois plus lumineuse que le Soleil et sa température de surface est de 12 670 K. Elle tourne sur elle-même à une vitesse de rotation projetée de 74 km/s. Elle pourrait être une variable avec une amplitude de 0,03 magnitude.

## Nomenclature
τ Andromedae, latinisé en Tau Andromedae, est la désignation de Bayer de l'étoile. Elle porte également la désignation de Flamsteed de 53 Andromedae.
En astronomie chinoise traditionnelle, l'étoile fait partie de l'astérisme du Général céleste (en chinois 天大將軍, Tiān Dà Jiāng Jūn), qui comprend outre τ Trianguli, γ Andromedae, φ Persei, 51 Andromedae, 49 Andromedae, χ Andromedae, υ Andromedae, 56 Andromedae, β Trianguli, γ Trianguli, et δ Trianguli.